# Ваза с цветами
«Ваза с цветами» — картина голландской художницы Маргареты Хаверман из собрания Метрополитен-музея, написанная в 1716 году.

## Описание картины
Среди растений на картине изображены Rosa × centifolia, гвоздика, штокроза розовая, календула, страстоцвет, первоцвет, мак, тюльпан, незабудка, плоды — персик и виноград, а также адмирал, муха, муравьи и улитка.
На вазе нанесён барочный рельеф.
Картина следует традициям голландских и фламандских цветочных натюрмортов с изображением цветов в вазе с насекомыми. Подобные натюрморты были популярны среди художниц-современниц Хаверман, о чём свидетельствует поддельная подпись Рашель Рюйш на картине Оттомара Эллигера Старшего в подобном стиле; эта картина находилась в знаменитой коллекции Брентано, а позже была приобретена Адрианом ван дер Хоопом и Рюш; данная картина стала образцом, опираясь на который, художница создавала свои натюрморты. Хаверман была ученицей Яна ван Хёйсума, который также преимущественно писал цветочные натюрморты. «Ваза с цветами» отразила влияние стиля ван Хёйсума; композиция находится в той же самой каменной нише.

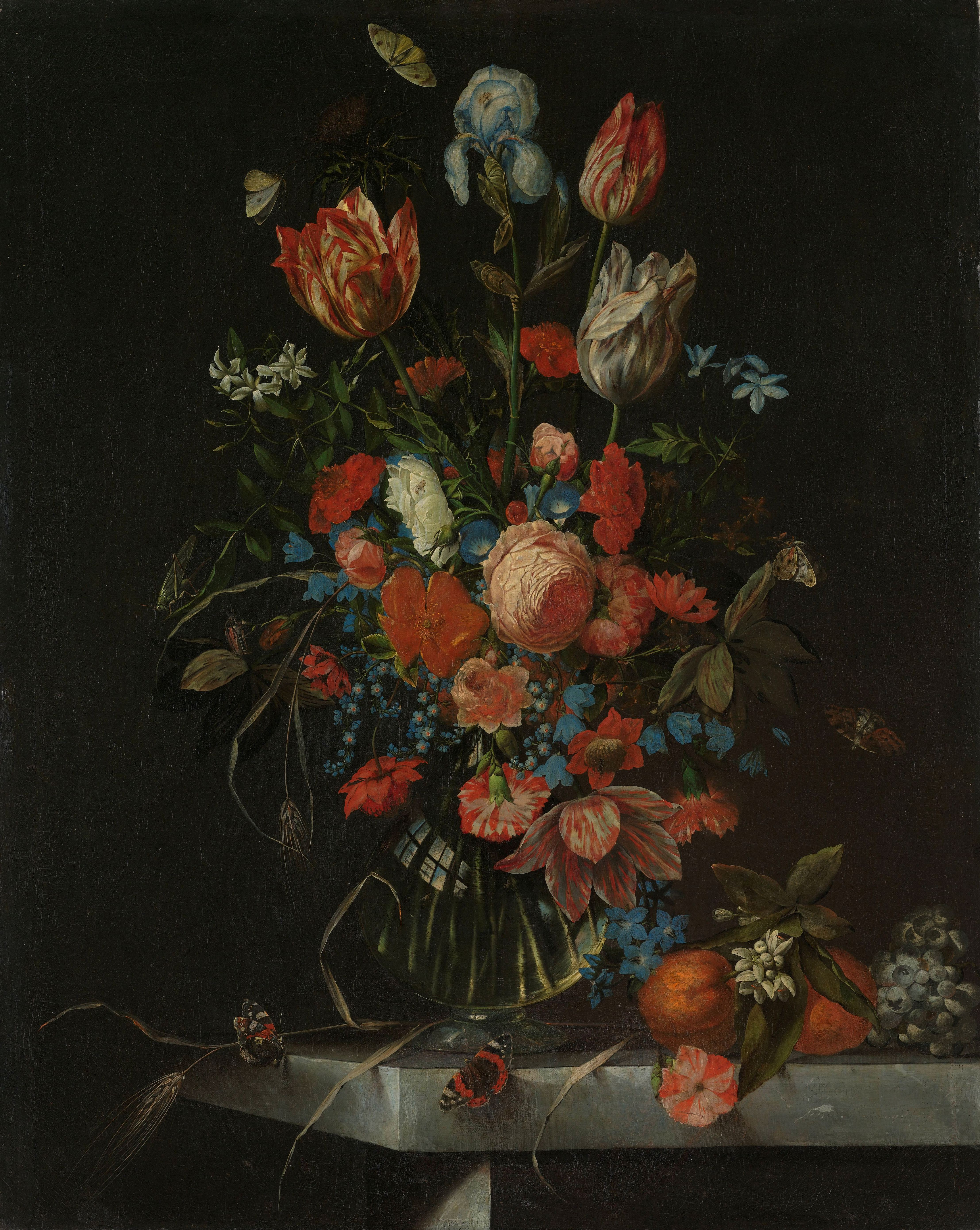
Работа Оттомара Эллигера Старшего, на которой позже появилась поддельная подпись Рашель Рюйш.
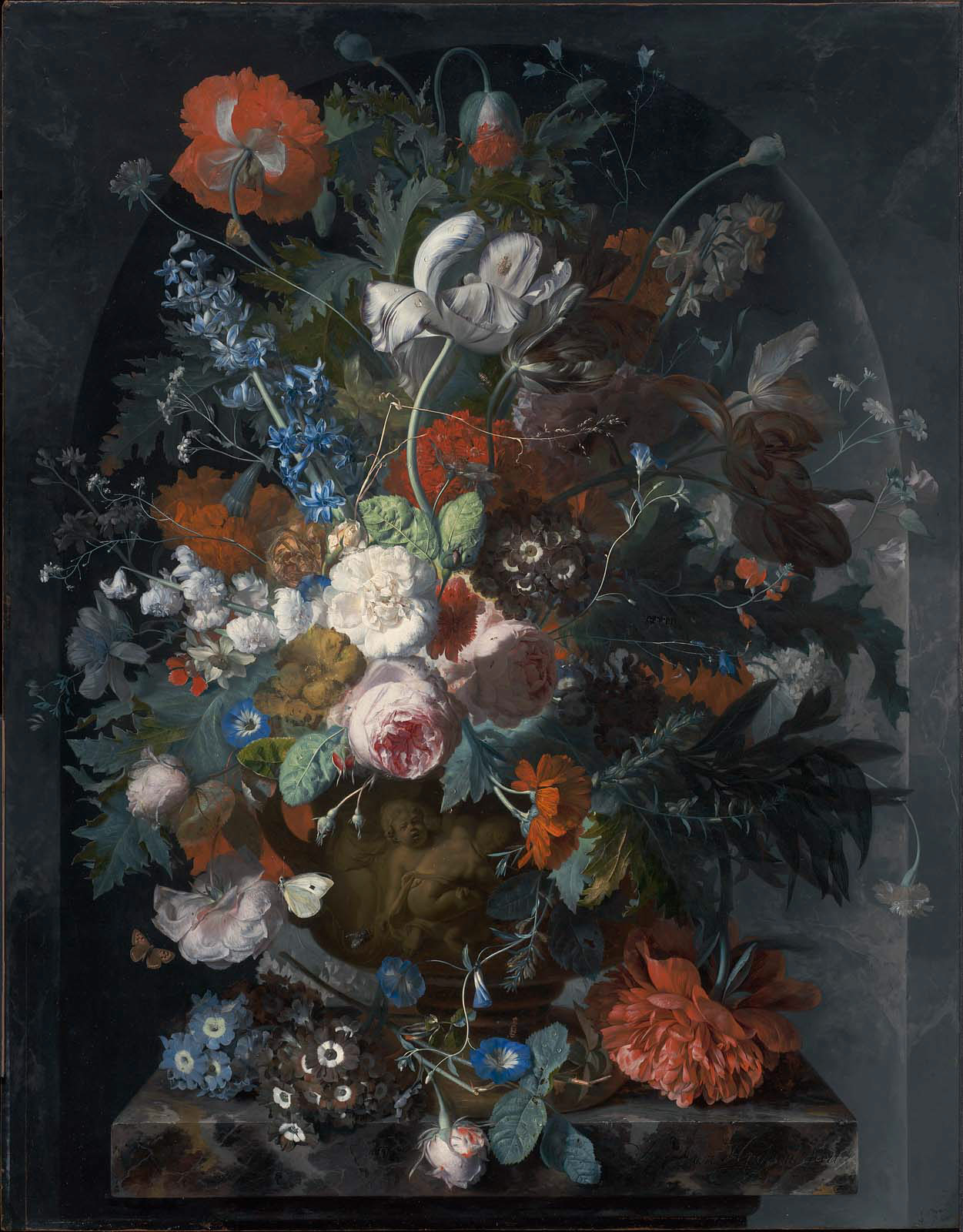
Натюрморт авторства Яна ван Хёйсума (около 1715), на фоне той же каменной ниши, что и у «Вазы с цветами» Хаверман.

Сходные работы соотечественниц Хаверман:

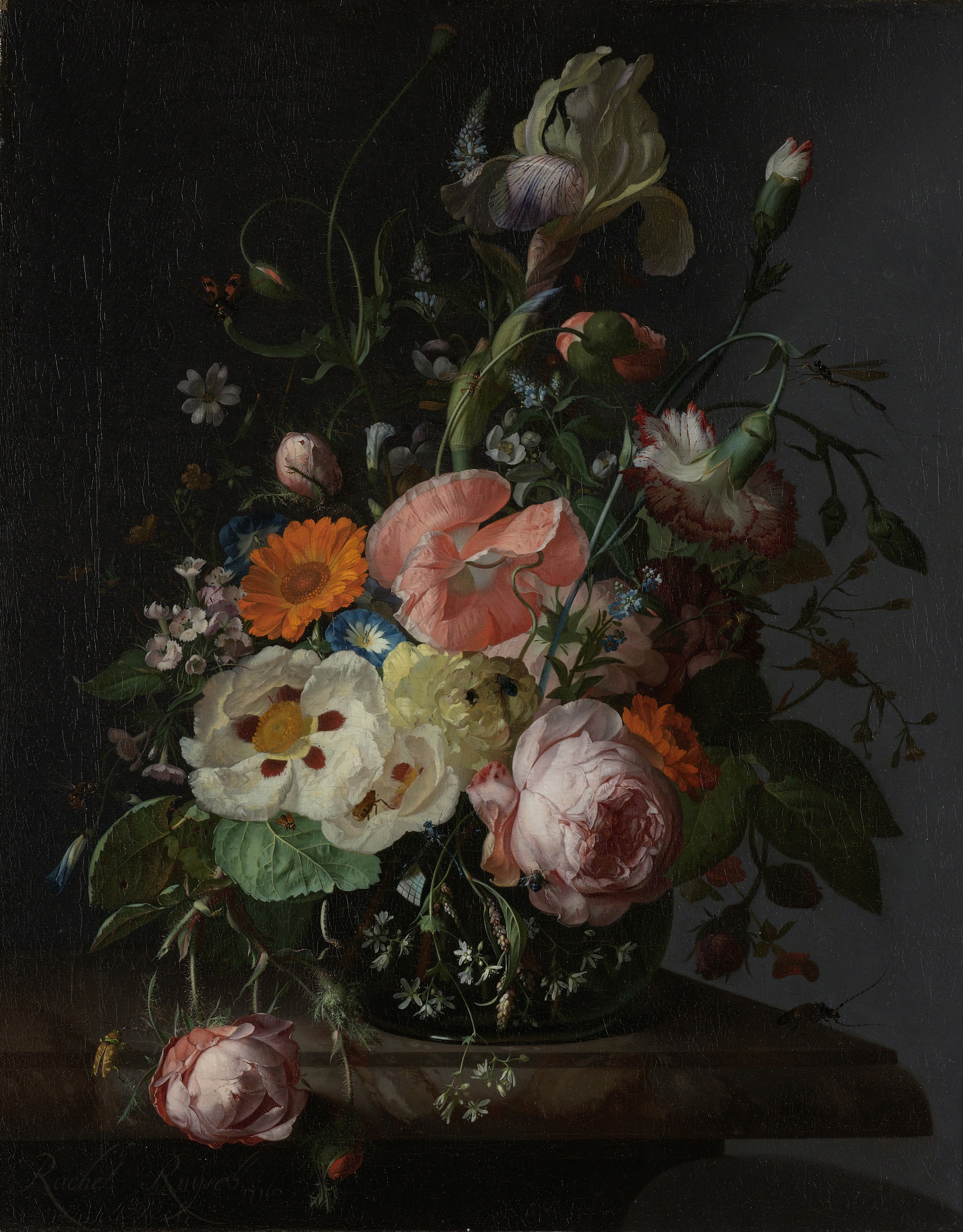
Натюрморт с цветами и бабочками на каменной скамье, Рашель Рюйш.
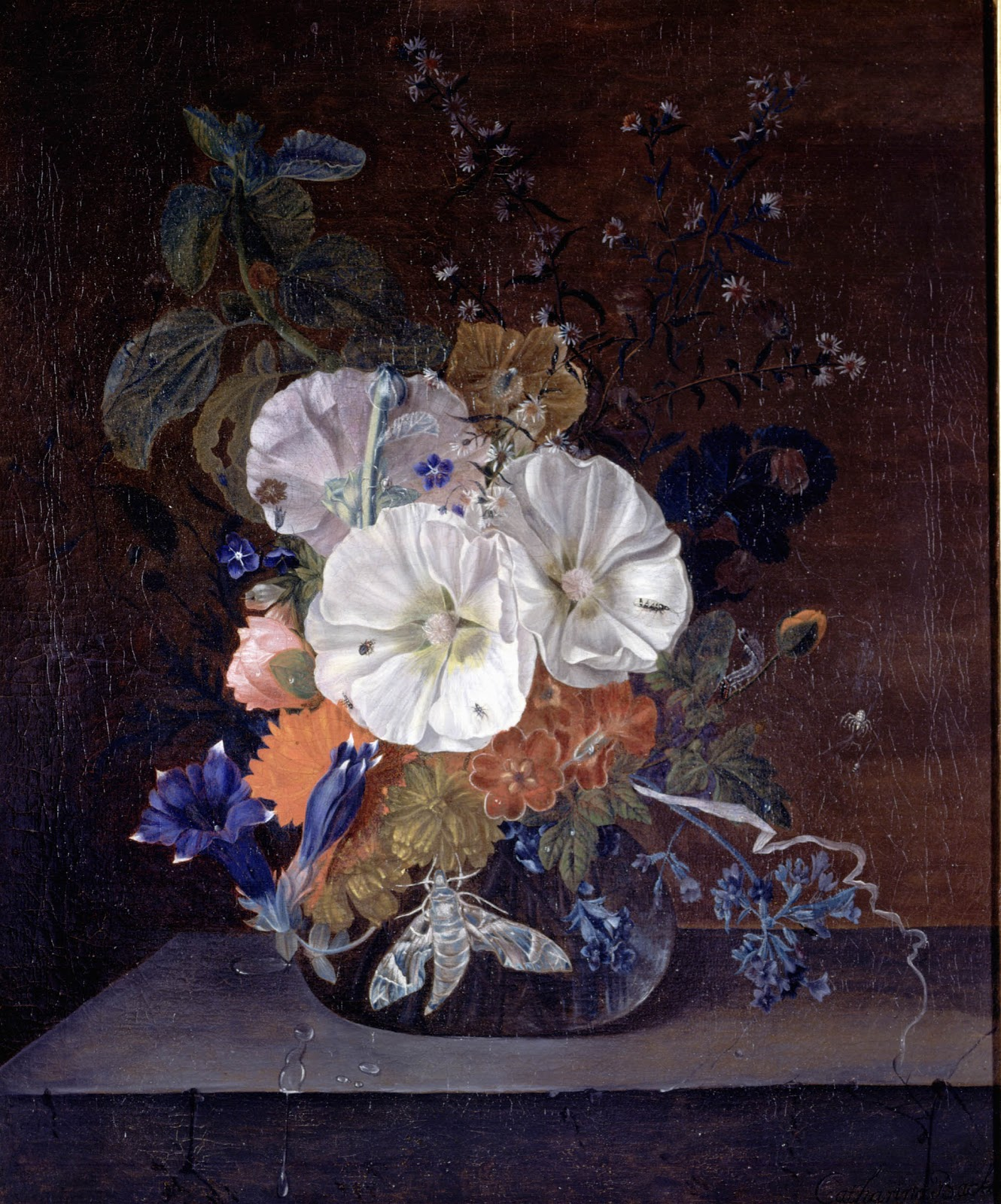
Цветы в вазе на каменном выступе, Катарина Баккер.
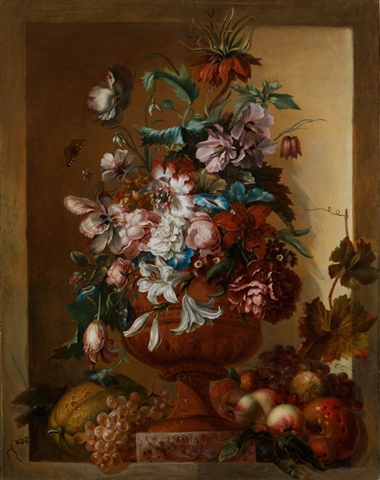
Цветы в вазе в каменной нише, Якоба Мария ван Никелен

Возможными последовательницами Хаверман в живописи были Франсина Маргарета ван Хёйсум и Корнелия ван дер Мийн, на работах которых зелёная краска со временем приобрела голубой оттенок так же, как на картинах Баккер и Хаверман. Причиной этого возможно является использование жёлтого пигмента, добывавшегося из ягод облепихи (en:Stil de grain yellow).

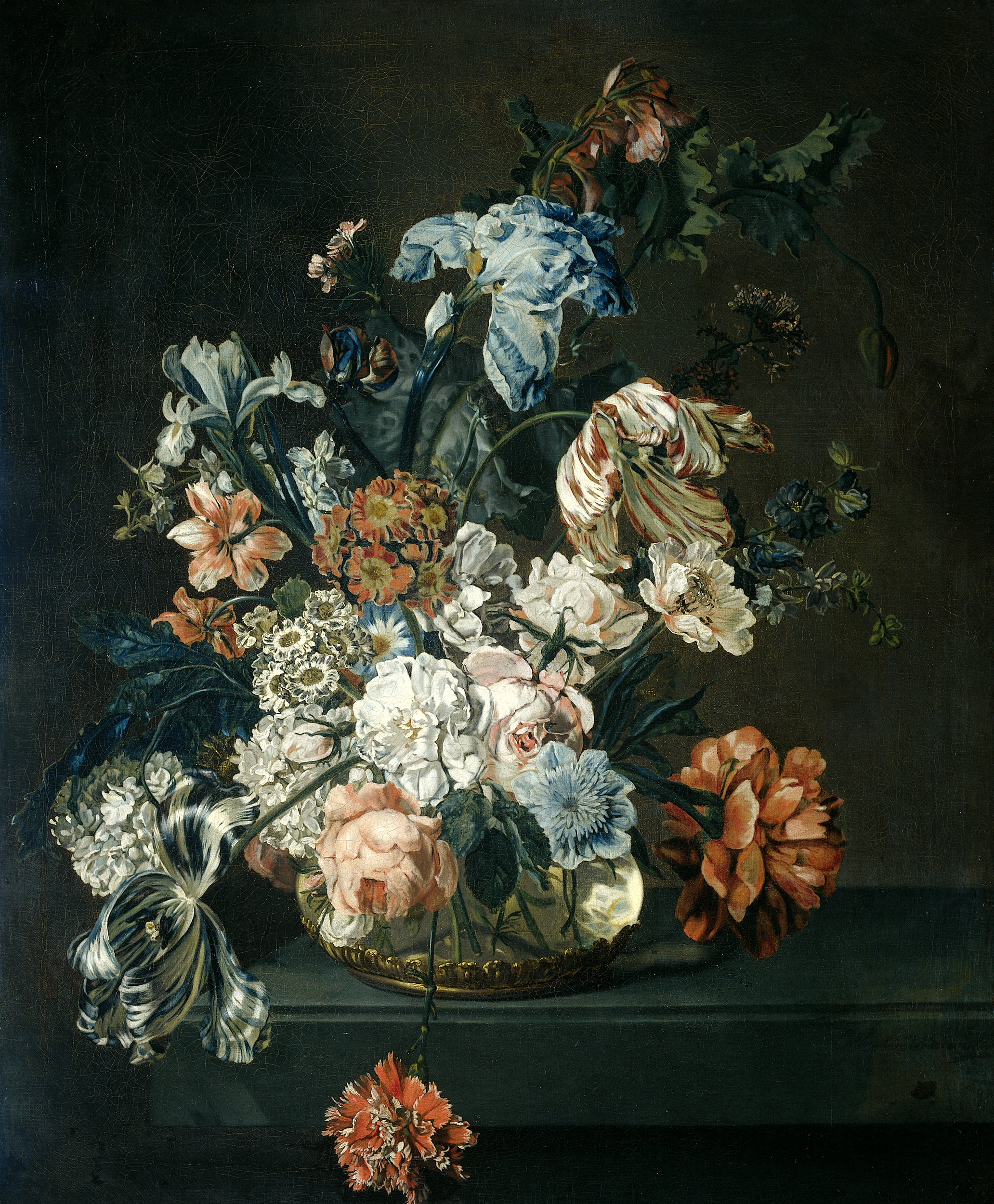
Цветочный натюрморт, Корнелия ван дер Мий
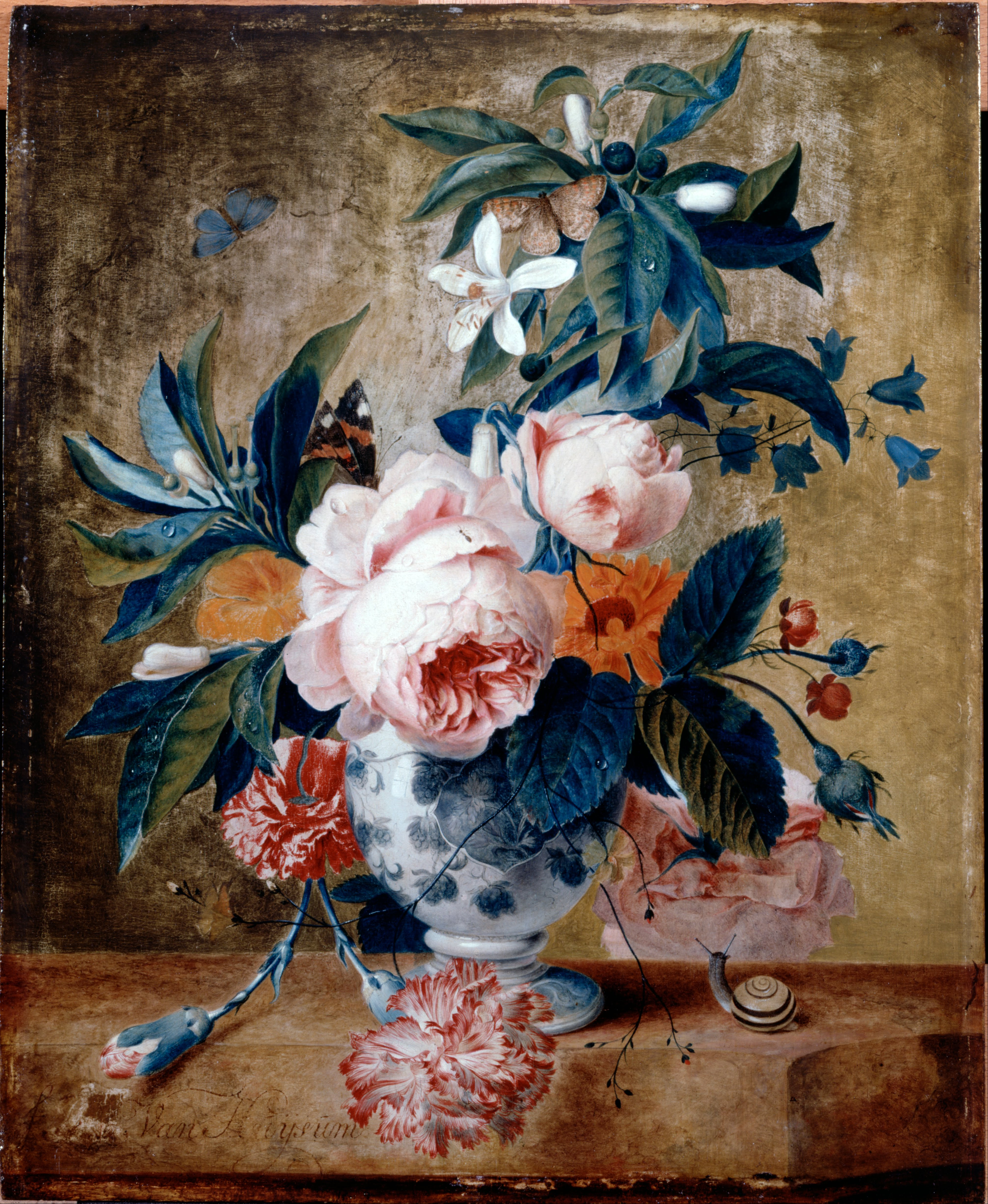
Дельфтская ваза с цветами, Франсина Маргарета ван Хёйсум

Картина вместе со 174 другими произведениями была куплена в 1871 году Уильямом Тилденом Блоджеттом, одним из первых меценатов и попечителей Метрополитен-музея. На картине стоит подпись «Margareta Haverman fecit / A 1716». Работа была продана музею за 2100 франков.